# Republika Weimarska na Zimowych Igrzyskach Olimpijskich 1928
Niemcy na Zimowych Igrzyskach Olimpijskich 1928 reprezentowało 44 zawodników: 39 mężczyzn i pięć kobiet. Był to debiut reprezentacji Niemiec na zimowych igrzyskach olimpijskich. Bobsleiści zdobyli pierwszy brązowy medal na zimowych igrzyskach olimpijskich dla reprezentacji Niemiec.

## Zdobyte medale
| Medal | Zawodnik                                                             | Dyscyplina | Konkurencja     | Rezultat   |
| ----- | -------------------------------------------------------------------- | ---------- | --------------- | ---------- |
| Brąz  | Hanns Kilian, Hans Heß, Sebastian Huber, Valentin Krempl, Hans Nägle | Bobsleje   | piątki mężczyzn | 3:21,9 min |

## Skład kadry

### Biegi narciarskie
Mężczyźni
| Konkurencja   | Zawodnik        | czas      | Pozycja |
| ------------- | --------------- | --------- | ------- |
| Bieg na 18 km | Ludwig Böck     | 1:48:56,0 | 14.     |
| Bieg na 18 km | Otto Wahl       | 1:55,00,0 | 19.     |
| Bieg na 18 km | Hans Bauer      | 1:57:03,0 | 20.     |
| Bieg na 18 km | Wilhelm Braun   | 2:03:52,0 | 29.     |
| Bieg na 50 km | Otto Wahl       | 5:34:02,0 | 10.     |
| Bieg na 50 km | Hans Bauer      | 5:36:21,0 | 12.     |
| Bieg na 50 km | Fritz Pellkofer | 5:41:00,0 | 16.     |

### Bobsleje
Mężczyźni
| Osada | Zawodnik                                                                        | Konkurencja | Ślizg 1 | Ślizg 2 | Łącznie | Pozycja |
| ----- | ------------------------------------------------------------------------------- | ----------- | ------- | ------- | ------- | ------- |
| GER-1 | Hans Edgar Endres Paul Martin Rudolf Soenning Paul Volkhardt Karl Max Reinhardt | Piątki      | 1:48,0  | 1:43,9  | 3:31,90 | 18.     |
| GER-2 | Hanns Kilian Hans Heß Sebastian Huber Valentin Krempl Hans Nägle                | Piątki      | 1:41,7  | 1:40,20 | 3:21,90 | brąz    |

### Hokej na lodzie
Reprezentacja mężczyzn
| - Gustav Jaenecke - Franz Kreisel - Fritz Rammelmayr - Erich Römer - Walter Sachs |  | - Hans Schmid - Martin Schröttle - Marquard Slevogt - Alfred Steinke - Wolfgang Kittel |

Reprezentacja Niemiec brała udział w rozgrywkach grupy C turnieju olimpijskiego zajmując w niej trzecie miejsce i nie awansując do dalszych gier. Ostatecznie drużyna Niemiec została sklasyfikowana na 8. miejscu.

#### Runda pierwsza
Grupa C
| Drużyna    | M | Mecze | Mecze | Mecze | Bramki | Bramki | Bramki | Pkt |
| Drużyna    | M | W     | R     | P     | +      | -      | +/-    | Pkt |
| ---------- | - | ----- | ----- | ----- | ------ | ------ | ------ | --- |
| Szwajcaria | 2 | 1     | 1     | 0     | 5      | 4      | -1     | 3   |
| Austria    | 2 | 0     | 2     | 0     | 4      | 4      | 0      | 2   |
| Niemcy     | 2 | 0     | 1     | 1     | 0      | 1      | -1     | 1   |

Wyniki
| 12 lutego 1928 | Austria | 0:0 | Niemcy |  |

|  |  | (0:0, 0:0, 0:0) |  | Sędzia główny: Poplimont |

| 16 lutego 1928 | Szwajcaria | 1:0 | Niemcy |  |

|  |  | (1:0, 0:0, 0:0) |  | Sędzia główny: Porter |

### Kombinacja norweska
Mężczyźni
| Zawodnik     | Konkurencja   | Bieg narciarski    | Bieg narciarski    | Bieg narciarski    | Skoki narciarskie | Skoki narciarskie | Skoki narciarskie | Skoki narciarskie | Łącznie                  | Pozycja                  |
| Zawodnik     | Konkurencja   | Czas biegu         | Pozycja            | Punkty             | Skok 1            | Skok 2            | Punkty            | Pozycja           | Łącznie                  | Pozycja                  |
| ------------ | ------------- | ------------------ | ------------------ | ------------------ | ----------------- | ----------------- | ----------------- | ----------------- | ------------------------ | ------------------------ |
| Ludwig Böck  | Indywidualnie | 1:48:56,0          | 5.                 | 14,125             | 36,0              | 48,0              | 12,395            | 21.               | 13,260                   | 7.                       |
| Max Kröckel  | Indywidualnie | 2:00:59,0          | 17.                | 8,125              | 53,5              | 51,5              | 15,812            | 6.                | 11,968                   | 14.                      |
| Walter Glaß  | Indywidualnie | 2:00:57,0          | 15.                | 8,750              | 45,0              | 55,0              | 15,104            | 11.               | 11,927                   | 15.                      |
| Gustl Müller | Indywidualnie | 1:52:43,0          | 12.                | 12,250             | 41,5              | 60,5(upadek)      | 7,978             | 28.               | 10,114                   | 21.                      |
| Karl Neuner  | Indywidualnie | Nie Ukończył biegu | Nie Ukończył biegu | Nie Ukończył biegu | -                 | -                 | -                 | -                 | Nie ukończył konkurencji | Nie ukończył konkurencji |

### Łyżwiarstwo figurowe
| Zawodnik                  | Konkurencja   | Nota                     | Pozycja                  |
| ------------------------- | ------------- | ------------------------ | ------------------------ |
| Ellen Brockhöft           | Solistki      | 2003,00                  | 9.                       |
| Margit Bernhardt          | Solistki      | 1890,00                  | 12.                      |
| Else Flebbe               | Solistki      | 1833,50                  | 15.                      |
| Elly Winter               | Solistki      | 1765,75                  | 18.                      |
| Paul Franke               | Soliści       | 1326,00                  | 12.                      |
| Werner Rittberger         | Soliści       | Nie ukończył konkurencji | Nie ukończył konkurencji |
| Ilse Kishauer Ernst Gaste | Pary sportowe | 75,75                    | 8.                       |

### Łyżwiarstwo szybkie
Mężczyźni
| Zawodnik         | Konkurencja    | Czas               | Pozycja            |
| ---------------- | -------------- | ------------------ | ------------------ |
| Fritz Jungblut   | Bieg na 500 m  | 47,2               | 20.                |
| Erhard Mayke     | Bieg na 500 m  | 49,1               | 24.                |
| Fritz Jungblut   | Bieg na 1500 m | 2:28,20            | 11.                |
| Arthur Vollstedt | Bieg na 1500 m | 2:39,90            | 23.                |
| Fritz Jungblut   | Bieg na 5000 m | 9:26,70            | 16.                |
| Arthur Vollstedt | Bieg na 5000 m | 9:58,50            | 28.                |
| Erhard Mayke     | Bieg na 5000 m | Nie ukończył biegu | Nie ukończył biegu |

### Skoki narciarskie
Mężczyźni
| Skoczek           | Skok 1 (odległość) | Skok 2 (odległość) | Nota   | Pozycja |
| ----------------- | ------------------ | ------------------ | ------ | ------- |
| Martin Neuner     | 50,0               | 57,0               | 16,291 | 9.      |
| Erich Recknagel   | 48,5               | 62,0               | 16,020 | 11.     |
| Franz Thannheimer | 46,5               | 55,5               | 15,333 | 17.     |
| Alois Kratzer     | 49,5               | 54,0               | 14,853 | 19.     |